# NGC 61
NGC 61は、1対のレンズ状銀河である。くじら座の方角に存在するNGC 61-A（またはNGC 61-1）とNGC 61-B（またはNGC 61-2）からなる。両方とも、1785年9月10日にイギリスの天文学者ウィリアム・ハーシェルにより発見された。